# Carson Kressley

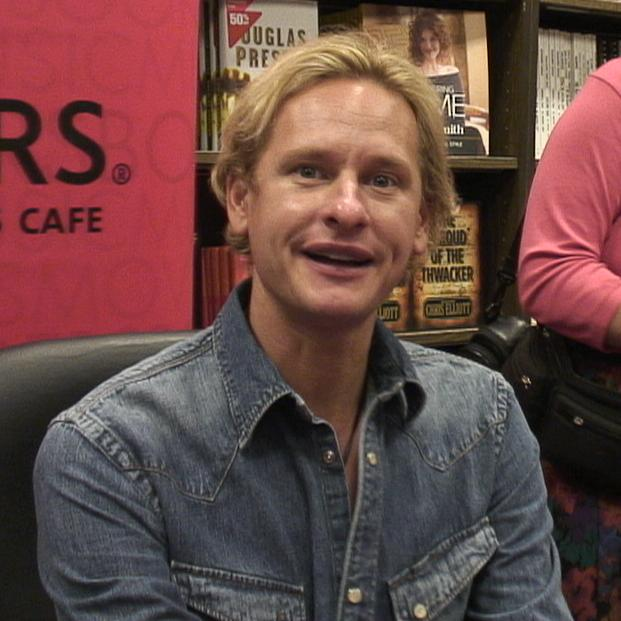
Carson Kressley

Carson Kressley  (* 11. November 1969 in Allentown, Pennsylvania) ist ein US-amerikanischer Schauspieler, Fernsehmoderator und Modeschöpfer.

## Leben
Kressley besuchte die Northwestern Lehigh High School und studierte am Gettysburg College. Von 2003 bis 2007 war er in der Fernsehsendung Queer Eye tätig. 2006 präsentierte er auf dem Fernsehsender QVC seine eigene Modekollektion Perfect. In der Fernsehsendung True Beauty auf dem US-Fernsehsender American Broadcasting Company war er gemeinsam mit Vanessa Minnillo und Beth Stern als Fernsehmoderator zu sehen. 2006 war er Motivationscoach in der Fernsehsendung How to Look Good Naked. 2011 erschien eine Reality Dokumentation Carson Nation zum Leben von Kressley.  Er ist seit 2015 ab der siebten Staffel Juror in der US-amerikanischen Fernsehsendung RuPaul’s Drag Race. 2017 war er Mitbewerber in der Fernsehsendung The New Celebrity Apprentice, in der australischen Version von I'm a Celebrity...Get Me Out of Here! und in der US-Gameshow The Chase. Als Autor verfasste er mehrere Werke. Kressley ist Mitglied im Stiftungsrat von The True Colors Fund, The American Saddlebred Museum und der Philadelphia University. Kressley wohnt in Manhattan.

## Filmografie (Auswahl)

### Fernsehen
- 2003–2007: Queer Eye
- 2006: How to Look Good Naked
- 2010: True Beauty
- 2011: Carson Nation, Reality Dokumentation
- 2012: It’s Christmas, Carol! (Fernsehfilm)
- seit 2015: RuPaul’s Drag Race
- 2017: The New Celebrity Apprentice, Mitbewerber
- 2017: australischen Version I'm a Celebrity...Get Me Out of Here!
- 2017: The Chase
- 2017: Worst Cooks in America

## Werke (Auswahl)
- 2004: Off The Cuff: The essential style guide for men and the women who love them (ISBN 0-525-94836-8)
- 2004: Queer Eye for the Straight Guy: The Fab Five's Guide to Looking Better, Cooking Better, Dressing Better, Behaving Better, and Living Better (gemeinsam mit Clarkson Potter)
- 2005: You're Different and That's Super
- 2016: Does This Book Make My Butt Look Big?: A Cheeky Guide to Feeling Sexier in Your Own Skin and Unleashing Your Personal Style (gemeinsam mit Rian Smith)